# Barry Long
Barry Long (1. august 1926 – 6. december 2003) var en australsk spirituel lærer.

## Barry Longs liv og arbejde
Barry Long blev født og voksede up i Australien. Han fik kun begrænset formel uddannelse, og startede sin karriere som journalist. Han blev redaktør på en søndagsavis i Sydney, The Truth (senere Sunday Mirror), og arbejdede derefter som pressesekretær i parlamentet i New South Wales. Da han var først i trediverne, blev han desillusioneret over den materielle tilværelse, og i 1964 forlod han sin karriere, hustru og familie for at meditere i Indien. Dér oplevede han en spirituel krise, som kulminerede i en mystisk død, hans ”Erkendelse af Udødelighed”.

Efter at have forladt Indien, flyttede han til London og arbejdede først som under-redaktør i Fleet Street. I England mødte han sin anden hustru, Julia, som han kaldte sin bhagavati, eller guddommelige kvinde, og sin inspiration. I 1968 gennemgik han for anden gang en intens spirituel krise, der kulminerede i en ”Transcendental Erkendelse”. Det var heraf, hans erkendelse af universel virkelighed blev udledt.

Partnerskabet med Julia varede i 13 år, og Barry passede hende, da hun døde af kræft. På det tidspunkt underviste han i meditation i London, og kunne snart ernære sig ved at afholde seminarer. I 1986 vendte han tilbage til sit fødeland Australien med sin tredje hustru og unge stedsøn, og boede i begyndelsen på Mount Tamborine i Queensland. Efter at de blev separeret og skilt, flyttede han til det nordlige New South Wales. Han havde så to yderligere, langvarige partnerskaber med de kvinder, der støttede ham i at bringe hans lære ud rundt i verden.

I Australien underviste han regelmæssigt i Sydney og på Gold Coast i Queensland, og i ti år rejste han også hvert år tilbage til England. I de tidlige 1990’ere rejste han rundt i stort omfang for at præsentere sine seminarer The Truth of Live and Love og A Course in Being. Han rejste rundt i Nordamerika og underviste i Boston, Boulder, Chicago, Cleveland, Los Angeles, New York, Santa Fe, San Francisco, Toronto og Vancouver. Der blev afholdt årlige retræter i Storbritannien (i Leicester og Bristol) og ofte også i Holland (Zeist og Eindhoven). Han tiltrak et stort publikum til seminarer i London, Amsterdam, Haag, Frankfurt, Hamburg og Helsinki, og underviste også grupper i Irland, Belgien, Sverige, Danmark, Schweiz, New Zealand, Jamaica og Rusland.

Fra 1994 blev der organiseret et årligt møde i Australien, hvor deltagerne boede på stedet, og hvor en stor del af hans verdensomspændende publikum deltog. De fleste af disse Master Sessions blev afholdt over to eller flere uger i Cabarita Beach i nærheden af Byron Bay. Det sidste af disse møder blev afholdt i oktober 2002 på Bond University på Gold Coast.

Barry Long stræbte ikke efter et massepublikum. Han sagde, at han kun talte til den enkelte – selv når der var mange hundrede til stede. Han talte ikke med medierne, modsatte sig dannelsen af grupper, der ville mødes i hans navn, og tillod kun en lille fond at organisere sit arbejde.
Han betragtede sig selv som en original lærer uden for de etablerede spirituelle traditioner. Han havde ikke selv nogen spirituel mester, men anerkendte sin taknemmelighed over for Jiddu Krishnamurti i særdeleshed. Blandt andre lærere, hvis skrifter inspirerede hans tidlige spirituelle søgen, kan nævnes G.I. Gurdjieff, Meher Baba og Sri Aurobindo.

Han var en naturligt begavet taler og forfatter, der skrev hvad han betegnede som ”energetiske bøger” om selv-opdagelse og det spirituelle liv. Han kommunikerede også den samme sandhedens energi i en serie lydbøger om meditation, bevidsthed, død, kærlighed og karma. Hans værker er blevet udgivet på mere end et dusin sprog. Optagelser af mange af hans undervisninger og seminarer er tilgængelige på CD, DVD, bånd og video.

Blandt de mest populære værker er Meditation A Foundation Course og Start Meditating Now. Det metafysiske fundament for hans lære findes i The Origins of Man and the Universe. Indsigten i hans tidlige erkendelser findes i Knowing Yourself. Det meste af, hvad han havde at sige om selv-opdagelse og den spirituelle vej, findes i en bog med korte redegørelser: The Way In.

Barry Long blev kendt vidt omkring for sin lære om kærlighed og sex, særligt efter at hans Making Love Tapes (kassettebånd om kærlighedsakten) cirkulerede i 1980’erne i kredsen af Osho sannyasins. Den reviderede tekst fra disse kassettebånd findes i Making Love: Sexual Love The Divine Way, som indeholder essensen af hans ”oprindelige tantra”.

Alle delene af hans lære har til formål at befri os fra vanemæssig ulykkelighed. Dette er temaet i hans skelsættende værk Only Fear Dies. Nogle kommentatorer har set ligheder med Eckhart Tolles værk. Eckhart Tolle deltog i Barry Long’s regelmæssige møder i London, da bogen blev udgivet første gang (med titlen Ridding Yourself of Unhappiness, 1985).

Barry Long døde af prostatakræft i en alder af 77. Hans bøger trykkes stadig, og administrationen af arkivet med audio-visuelle optagelser af hans undervisninger varetages af The Barry Long Foundation International. Denne fond udgiver og fremmer udbredelsen af hans lære fra sit hjemsted i New South Wales. 

## Barry Long’s lære: Nøglepunkter
1.	Han udtalte, at han kun talte om Livet , Kærligheden , Sandheden , Døden  og Gud , og at han levede det han underviste i.
2.	Hans lære fokuserer på at befri den enkelte fra ulykkelighed, som han definerede som ”lykkelig i dag, ulykkelig i morgen”.
3.	Han angreb den fremherskende seksualitet i det vestlige samfund, og hævdede at størstedelen af ulykkelighed på jorden opstår fordi mand og kvinde har glemt, hvordan de skal elske hinanden.
4.	Han angreb den progressive videnskabelige materialisme på grund af dens uvidenhed om spirituel sandhed og på grund af, at den undgår kærligheden og det guddommelige.
5.	Han lærte om ”kærlighedens, sandhedens og stilhedens vej”. Denne vej findes gennem direkte personlig erfaring snarere end nogen tro eller religiøs tradition.
6.	Han anbefalede folk at se ”sandheden om livet og kærligheden” i øjnene under dagliglivets omstændigheder: på arbejde, med deres partnere og børn. Vejen til sandheden er ”at få dit liv bragt i orden”.
7.	Han udtalte, at hans fokus var rettet mod udviklingen af bevidsthed på jorden, og han præsenterede sin lære inden for et større billede af en kosmologi, han kaldte ”Myten om Livet”.

## Ufuldstændig bogliste
- The Origins of Man and the Universe (1. udgave Routledge & Kegan Paul 1984) ISBN 0-7102-0337-3 (Barry Long Books, reviderede udgave 1998) ISBN 1-899324-12-7, (uddrag)
- Meditation: A Foundation Course, (The Barry Long Foundation, 1996) ISBN 1-899324-00-3
- Stillness Is the Way (Barry Long Books, 1996) ISBN 0-9508050-4-1
- Knowing Yourself: The True in the False (Barry Long Books, 1996) ISBN 1-899324-03-8 (uddrag) Arkiveret 6. august 2010 hos  Wayback Machine
- Only Fear Dies (Barry Long Books, 1996) ISBN 0-9508050-7-6 (uddrag) Arkiveret 16. februar 2011 hos  Wayback Machine
- To Woman in Love: A Book of Letters(Barry Long Books, 1996) ISBN 0-9508050-8-4
- Making Love: Sexual Love the Divine Way (Barry Long Books, reviderede udgave 1998) ISBN 1-899324-14-3 (uddrag) Arkiveret 3. august 2010 hos  Wayback Machine
- Raising Children in Love, Justice and Truth (Barry Long Books, 1998) ISBN 1-899324-13-5
- To Man in Truth: Enlightening Letters (Barry Long Books, 1999) ISBN 1-899324-15-1 (uddrag) Arkiveret 10. december 2017 hos  Wayback Machine
- The Way In: A Book of Self-Discovery (Barry Long Books, 2000) ISBN 0-9508050-5-X (uddrag) Arkiveret 16. februar 2011 hos  Wayback Machine
- A Prayer for Life: The Cause and Cure of Terrorism, War and Human Suffering, (Barry Long Books, 2002) ISBN 1-899324-17-8
- Where the Spirit Speaks to its Own: – The Passion of Spiritual Awakening, (Barry Long Books, 2003) ISBN 1-899324-16-X (uddrag) Arkiveret 16. oktober 2010 hos  Wayback Machine
- Start Meditating Now, How to stop thinking  (lydbog – Barry Long Books 2007) ISBN 1-899324-20-8
- A Journey in Consciousness, Exploring the truth behind existence (lydbog – Barry Long Books 2007) ISBN 1-899324-21-6
- Seeing through Death, Facing the fact without fear (lydbog – Barry Long Books 2007) ISBN 1-899324-22-4
- Making Love, Sexual love the divine way (lydbog – Barry Long Books 2007) ISBN 1-899324-23-2
- How to Live Joyously, Being true to the law of life (lydbog – Barry Long Books 2007) ISBN 1-899324-24-0
- Behind Life and Death; The Boundless Reality, (The Barry Long Foundation 2008) ISBN 978-1-899324-18-7 (uddrag) Arkiveret 23. december 2010 hos  Wayback Machine
- My Life Of Love & Truth: A Spiritual Autobiography (The Barry Long Foundation 2013) ISBN 978-1-899324-19-4